# Станко Поклеповић
Станко Поклеповић (Сплит, 18. април 1938 — Сплит, 24. децембар 2018) био је југословенски и хрватски фудбалски тренер.

## Спортска каријера
Бивши је играч Сплита. Након играчке каријере тренирао је у више наврата сплитски Хајдук. У богатој тренерској каријери водио је клубове попут Персеполиса, Сепахане, Дамаше, Будућности из Титограда, Борца из Бања Луке, Апоела, Осијека и Ференцвароша. Био је и помоћник Томиславу Ивићу у Ал Итихаду у Уједињеним Арапским Емиратима. Године 1992. је био селектор репрезентације Хрватске.
Преминуо је 24. децембра 2018. у Сплиту после дуге и тешке болести.

## Успеси
Тренер
Хајдук Сплит
- Прва лига Хрватске: 1992.
- Куп Хрватске: 2010.
- Суперкуп Хрватске: 1992.

Осијек
- Куп Хрватске: 1999.